# Аномальні морози в Європі (січень 2017)

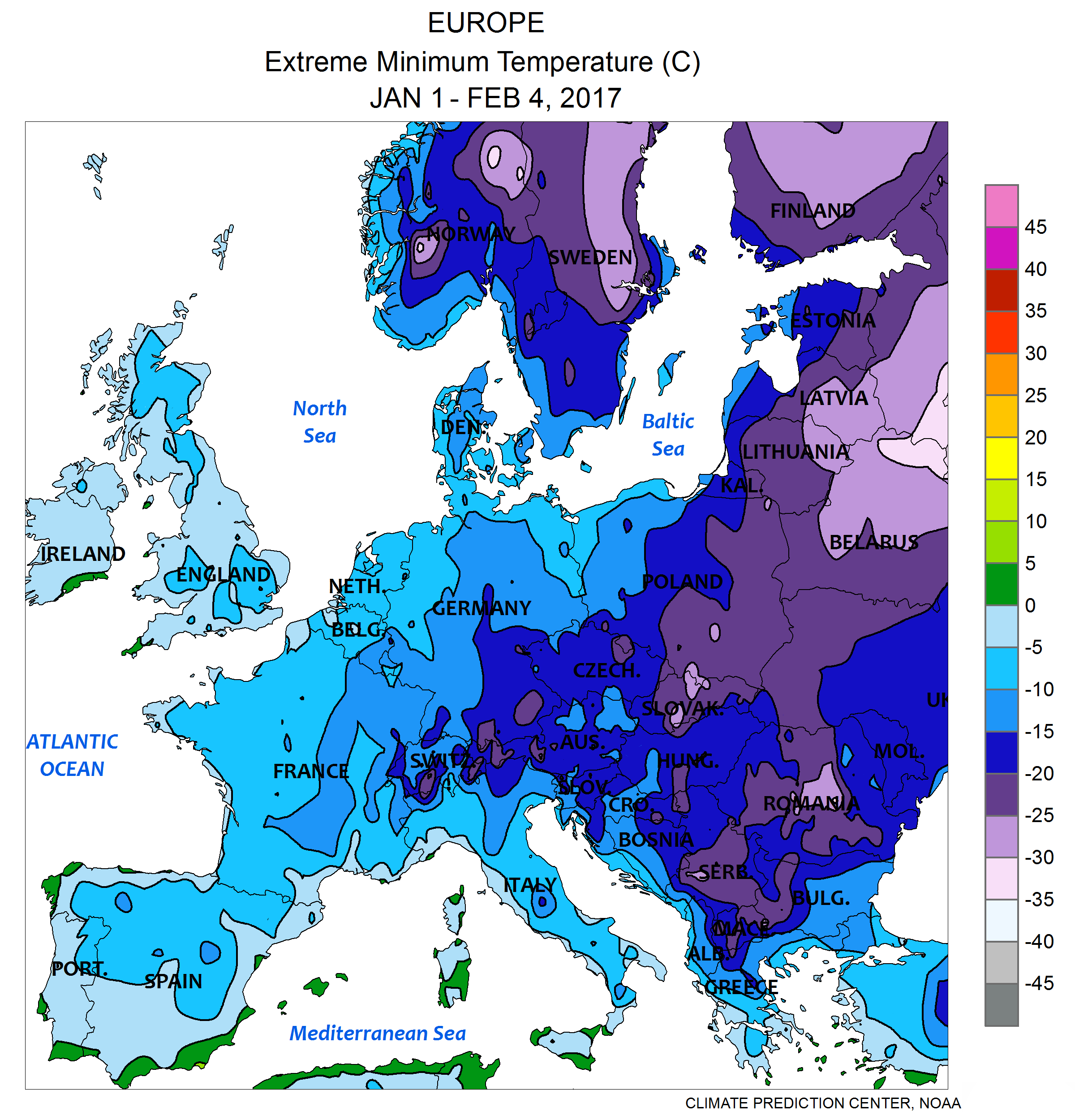
Температурна карта Європи 1 січня — 4 лютого 2017 року. Світло-синій колір — <0 ° C, фіолетовий — <-20 ° C

Аномальні морози в Європі — період холодної і сніжної погоди, що відбувавася в Східній і Центральній Європі в січні 2017 року. У деяких районах польоти і послуги доставки були припинені, також були перебої в поставках електроенергії та іншої важливої інфраструктури. Погана погода була результатом стаціонарного високого тиску над Західною Європою, який спичинив сильні вітри, що циркулювали в Росії і Скандинавії в сторону Східної Європи. 9 січня Континентальна арктична повітряна маса простягалася від Німеччини через Балкани, діставши Грецію та Хорватію. Крім того, сильний сніг в центральній і південній Італії був результатом холодного повітря, що протікав через тепле Адріатичне море. Щонайменше 61 смерть була пов'язана з холодами.

## Галерея

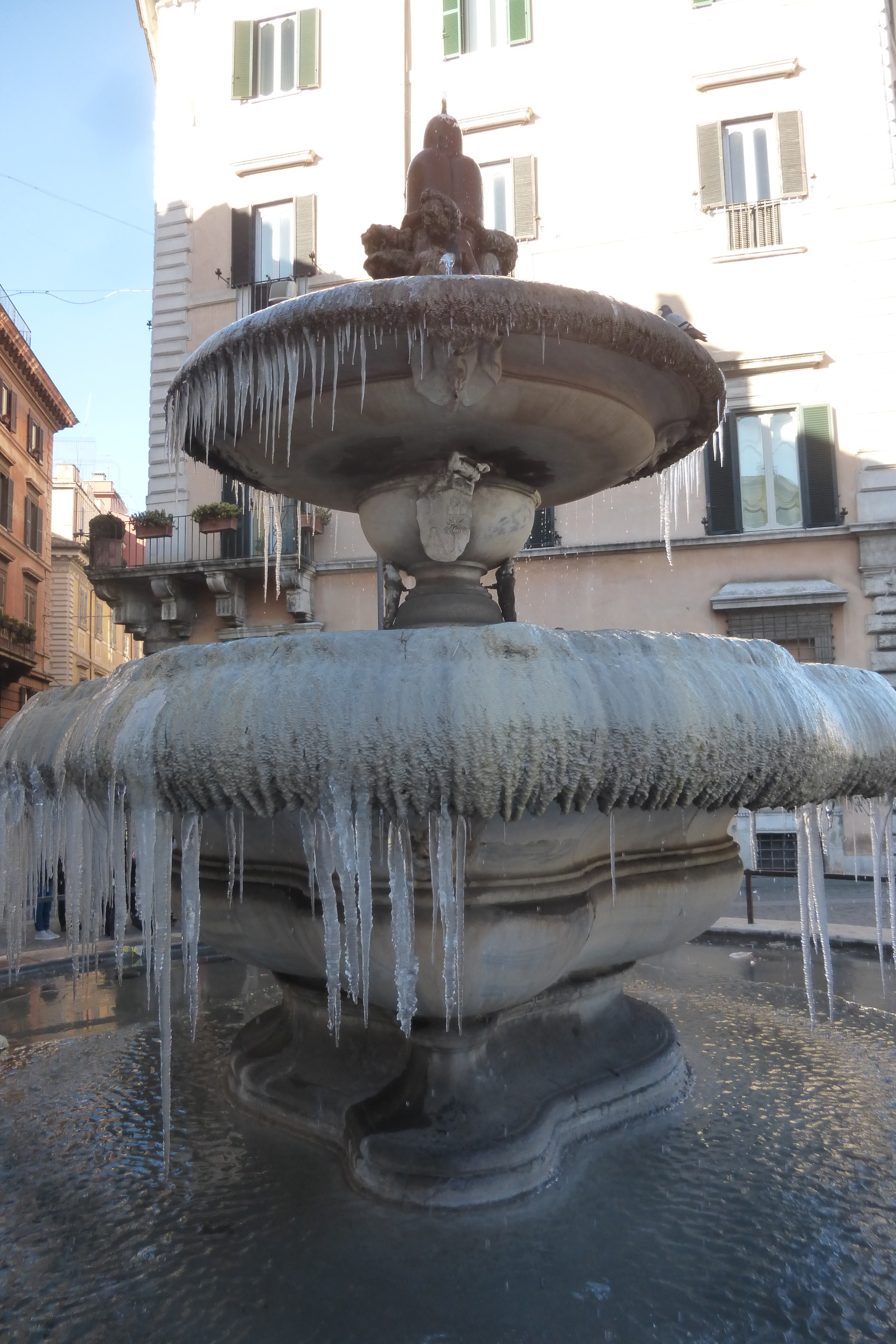
Заморожений фонтан в Римі. 7 січня.
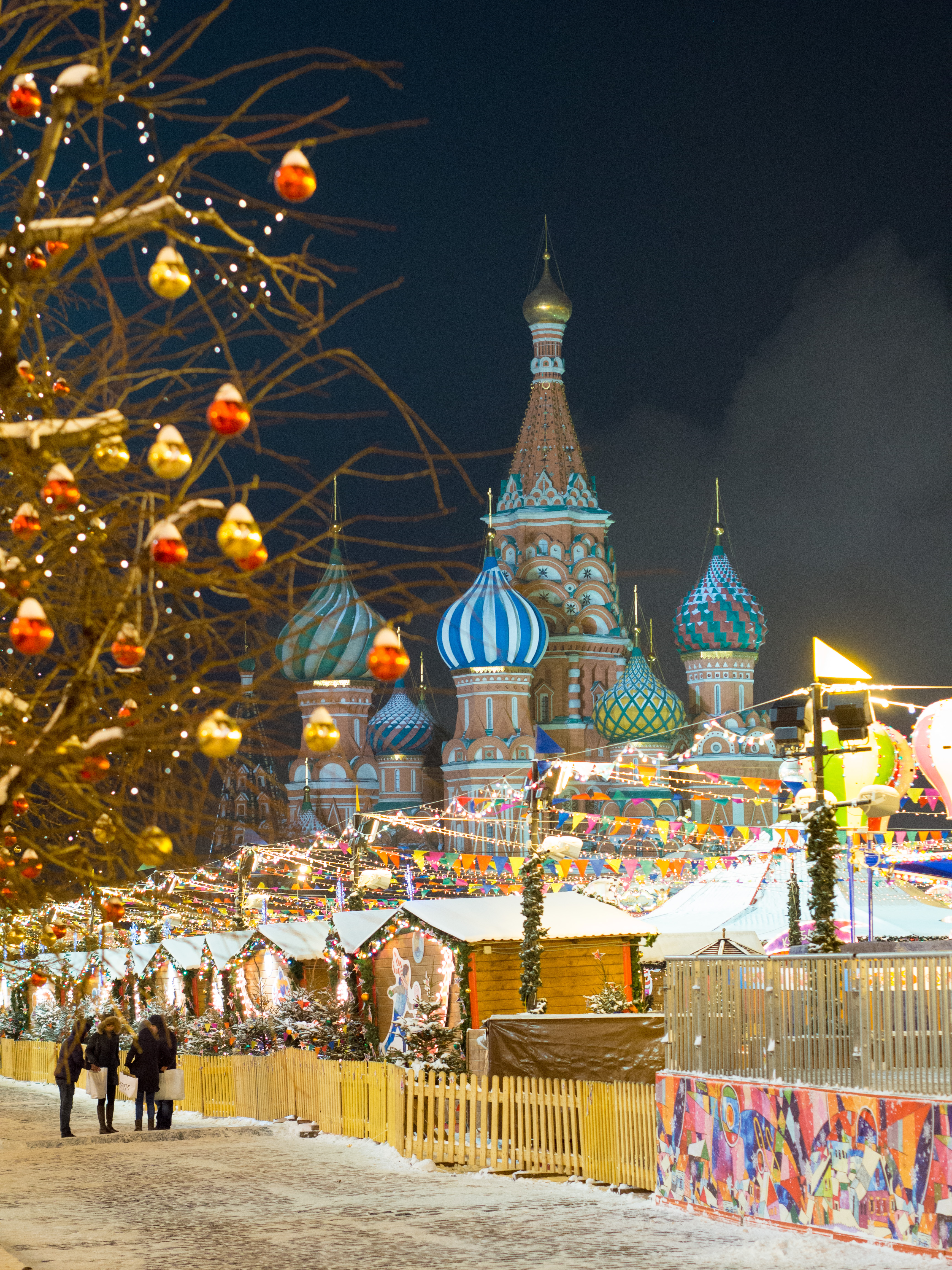
Москва, 8 січня 2017, 00:14, -27 ° C
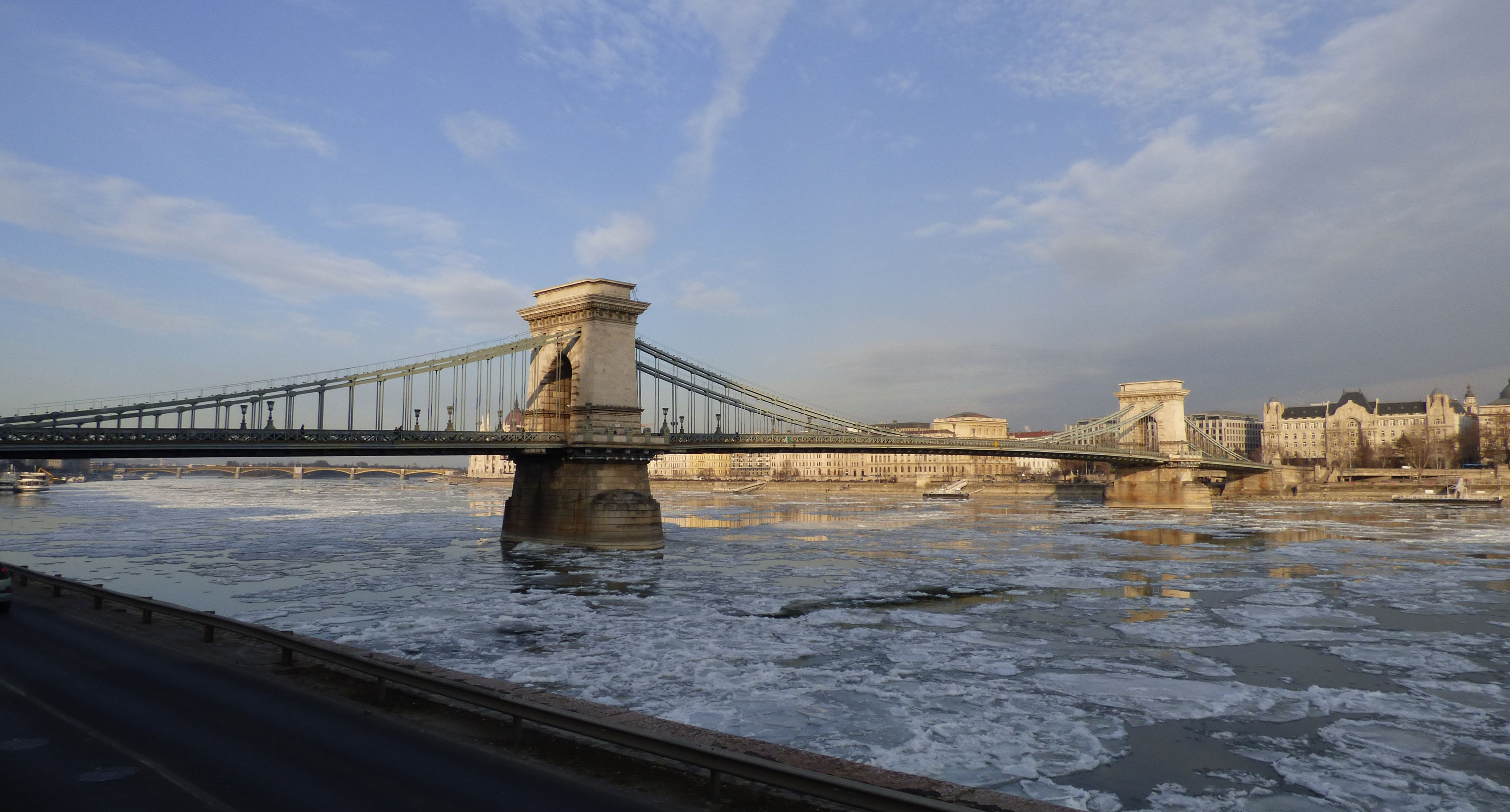
Замерзлий Дунай в Будапешті. 9 січня.
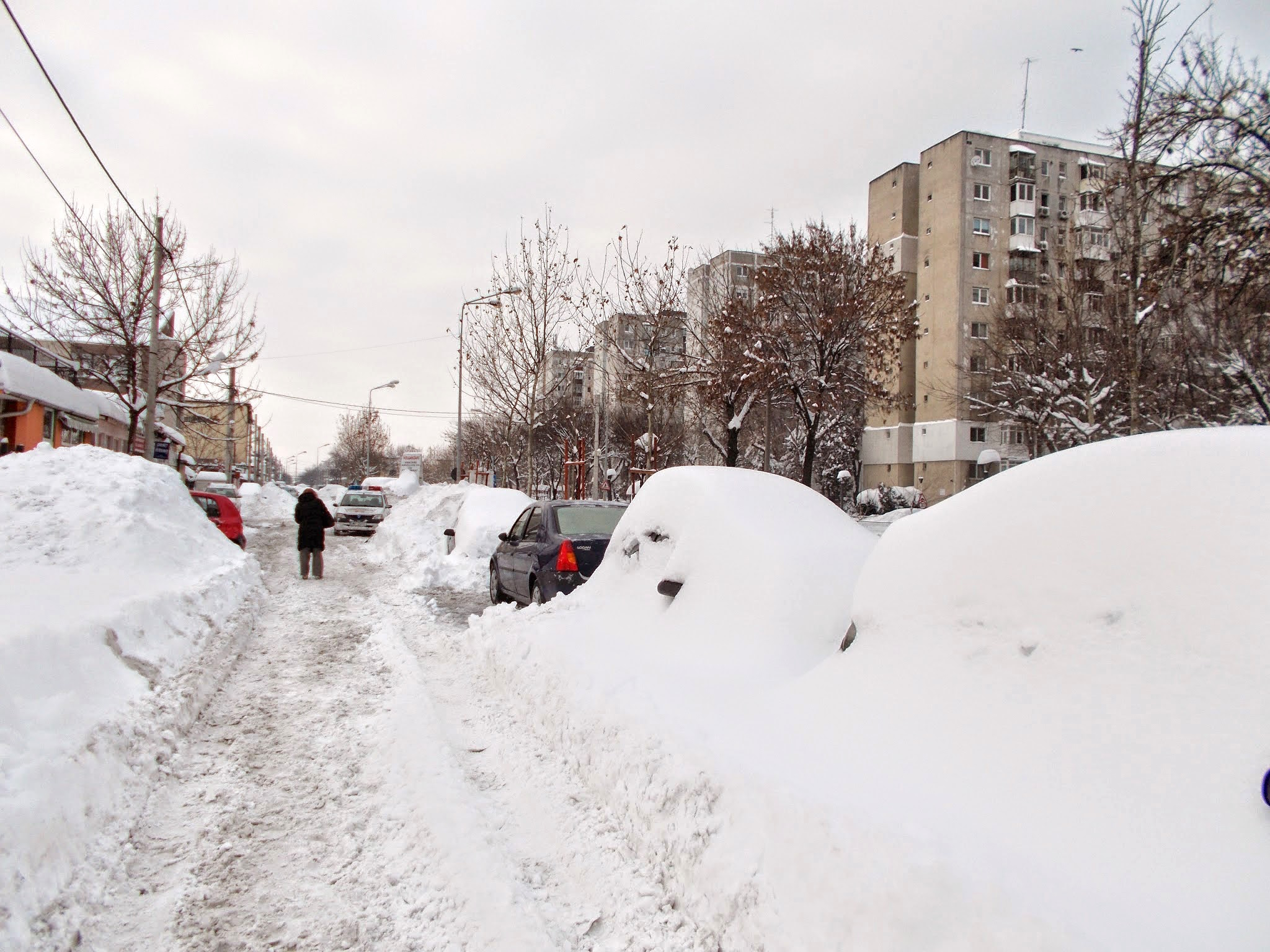
Сильний снігопад у Бухаресті. 11 січня.